# طريق سيار

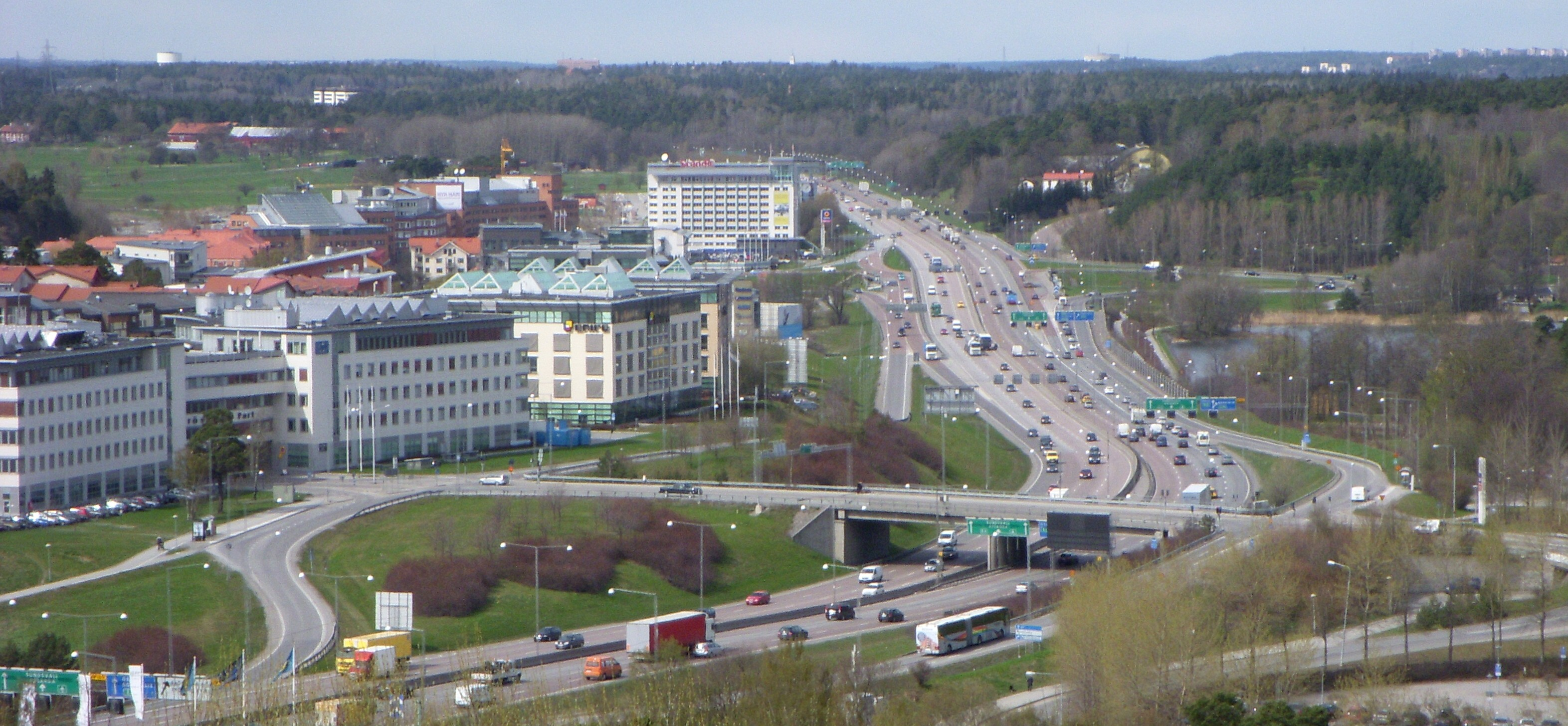
جانب من طريق سيار يربط مدينتي أوبسالا وستوكهولم بالسويد.

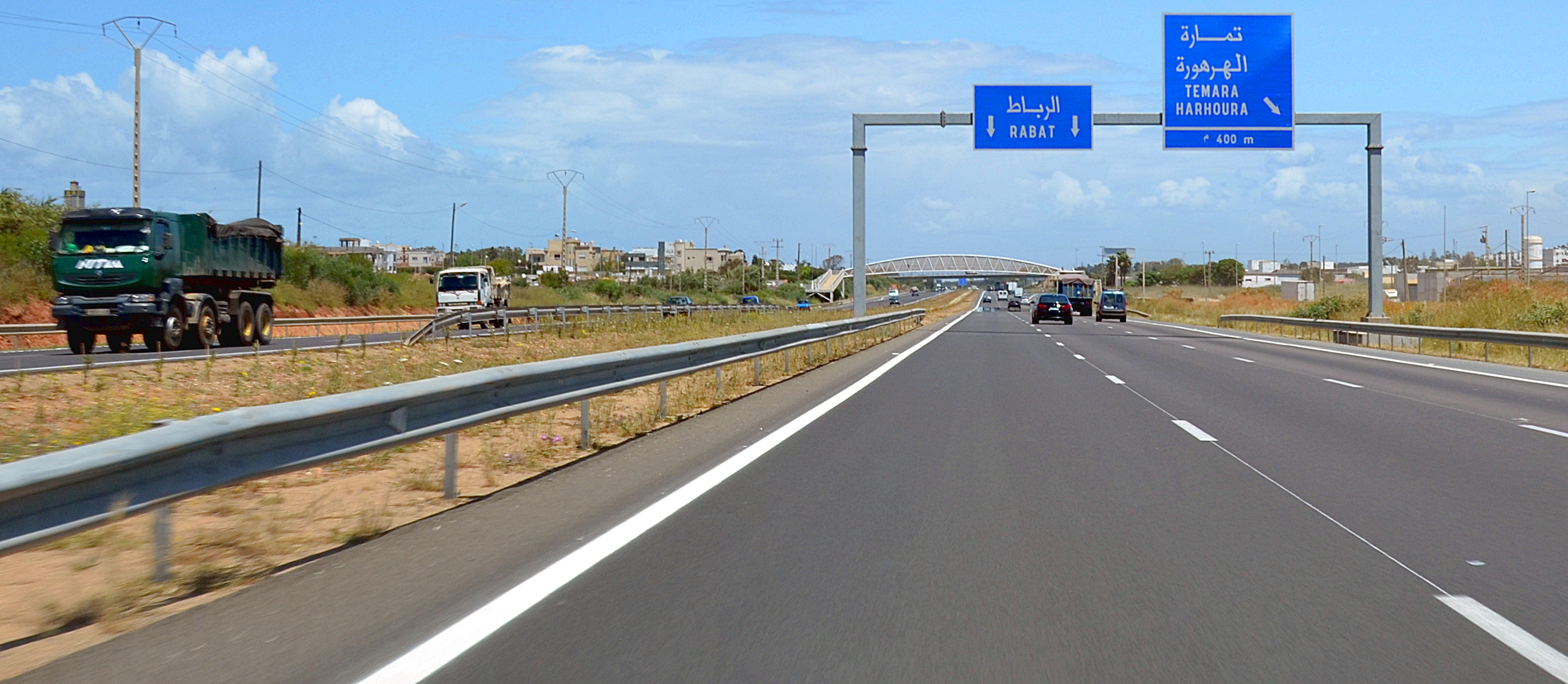
إحدى الطرق السيارة بالمغرب بالقرب من مدينة الرباط.

شعار الطريق السريع أزرق اللون في بعض البلدان وأخضر في بلدان أخرى.

الطريق السيارة أو الطريق السيَّار أو الحر أو اللاحِب أو طريق المرور السريع ويسمى أيضًا بالطريق السريع هو طريق مزدوج ذو مواصفات متعارف عليها دوليا، مخصص لحركة مرور السيارات ذات المحركات السريعة (سيارات، درجات نارية، شاحنات)، وفي خط يسمح بالسير في أقصى درجات الأمان، مفهوم الطريق السيار في بعض الدول هو شبكات طرقات تقليدية التي أخضعت إلى معايير الطريق السيار (توسيع الطرقات، وفصلها عن بعضها البعض والمحولات للمجمعات السكنية).
لدى معظم دول العالم الأول المتقدمة تقنيًا شبكة واسعة ومعقدة من الطرق السريعة التي تُقدم منظومة تنقل برية حضرية تتسع لعدد مرتفع من العربات أو منظومة تنقل برية عالية السرعة في المناطق الريفية أو كلاهما على حدٍ سواء. ولدى العديد من هذه الدول شبكة طرق تغطي كامل أراضي البلاد أو حتى لبعض الدول شبكة نقل بري دولية تستعمل نظام ضبط ترقيمي معياري (مثل الطريق الأوروبي E).

## تاريخ
أنشأ أول طريق سيار في العالم في إيطاليا عام 1924 حيث كان يربط مدينة ميلانو بناحية الأنهار بطول قدره (77كلم)، وقد أنشأه المهندس الإيطالي بييرو بوريتشيلي. وسمي بالأوتوسترادا (بالإيطالية: Autostrada)‏ ومنه اشتق الاسم العامي في بعض الدول العربية «أوتوستراد».

### مبدأ الطريق السيار

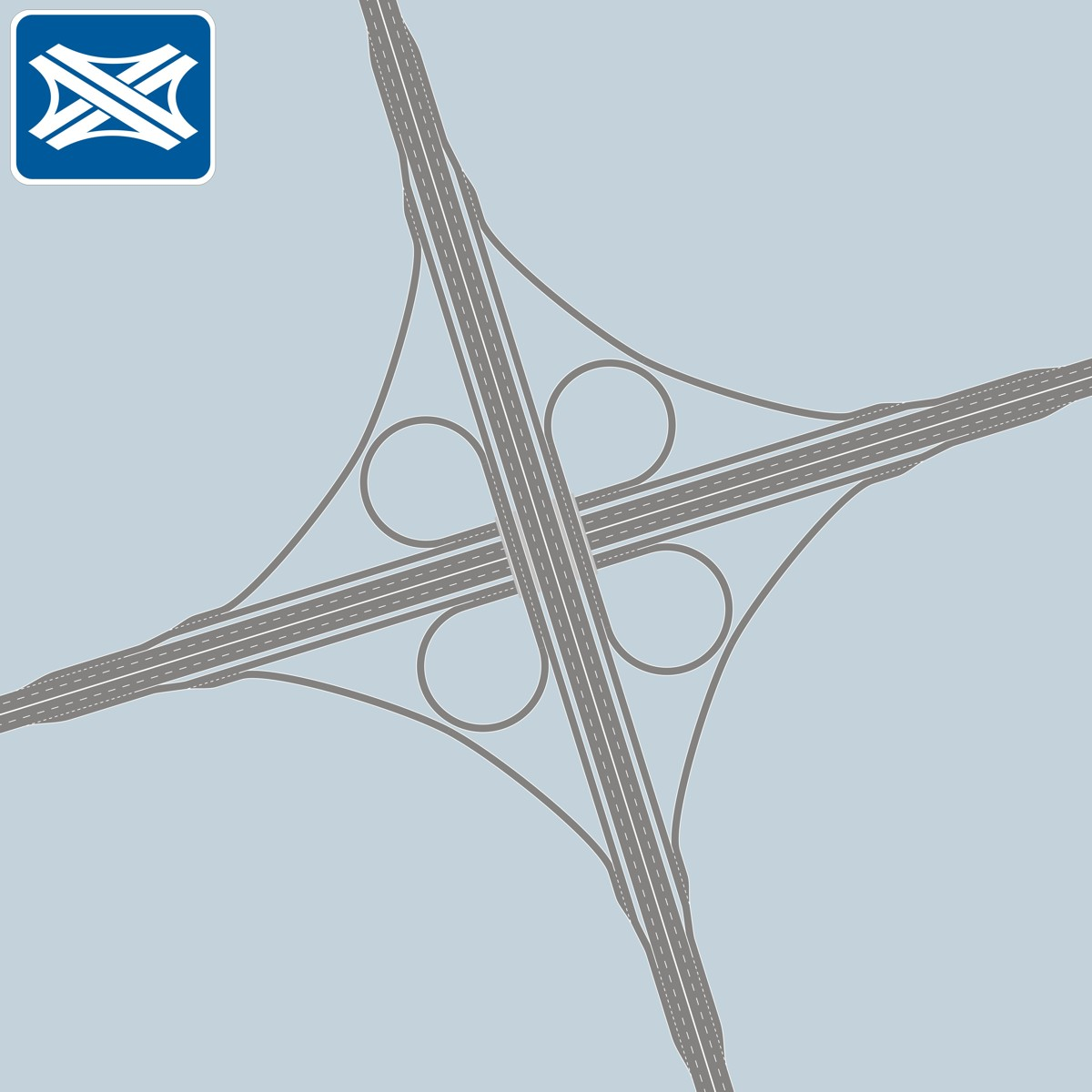
رسم توضيحي لتقاطعات الطرق السيارة.

و عادة ما تربط الطرق السيارة المدن الرئيسية لتنقل السيارات السريعة بصورة آمنة. في المملكة المتحدة، عادة ما تكون الطرق السريعة مفصولة بين الذاهب والقادم(طريق ذو مسارين Dual carriageway)، وتحتوي على الأقل على ممرين في كل اتجاه. يمكن مقارنة هذه مع الطرق الحرة freeway في أمريكا الشمالية.
في العادة يقصر استخدام الطرق السيارة على السيارات ذات المحركات السريعة، وتحدد سرعة مسرب لا يجوز أن تسير السيارات بأقل منها على هذا المسرب. كما تشترط الأنظمة في بعض الدول الغربية خلو الطرق السريعة من تداخلات السير المتعارضة، حيث يُعمد إلى تصميم مخارج خاصة تسمح بمغادرة الطريق السيارة دون أن يكون هناك تداخل للسير، أما تقاطعات الطرق فتبنى بشكل جسور متداخلة، تسمح بالانتقال من طريق سريع إلى آخر دون أن يكون هناك خطر من التعارض. الأمر الذي يسمح بالسير بسرعات عالية وبدرجة عالية من الأمان.

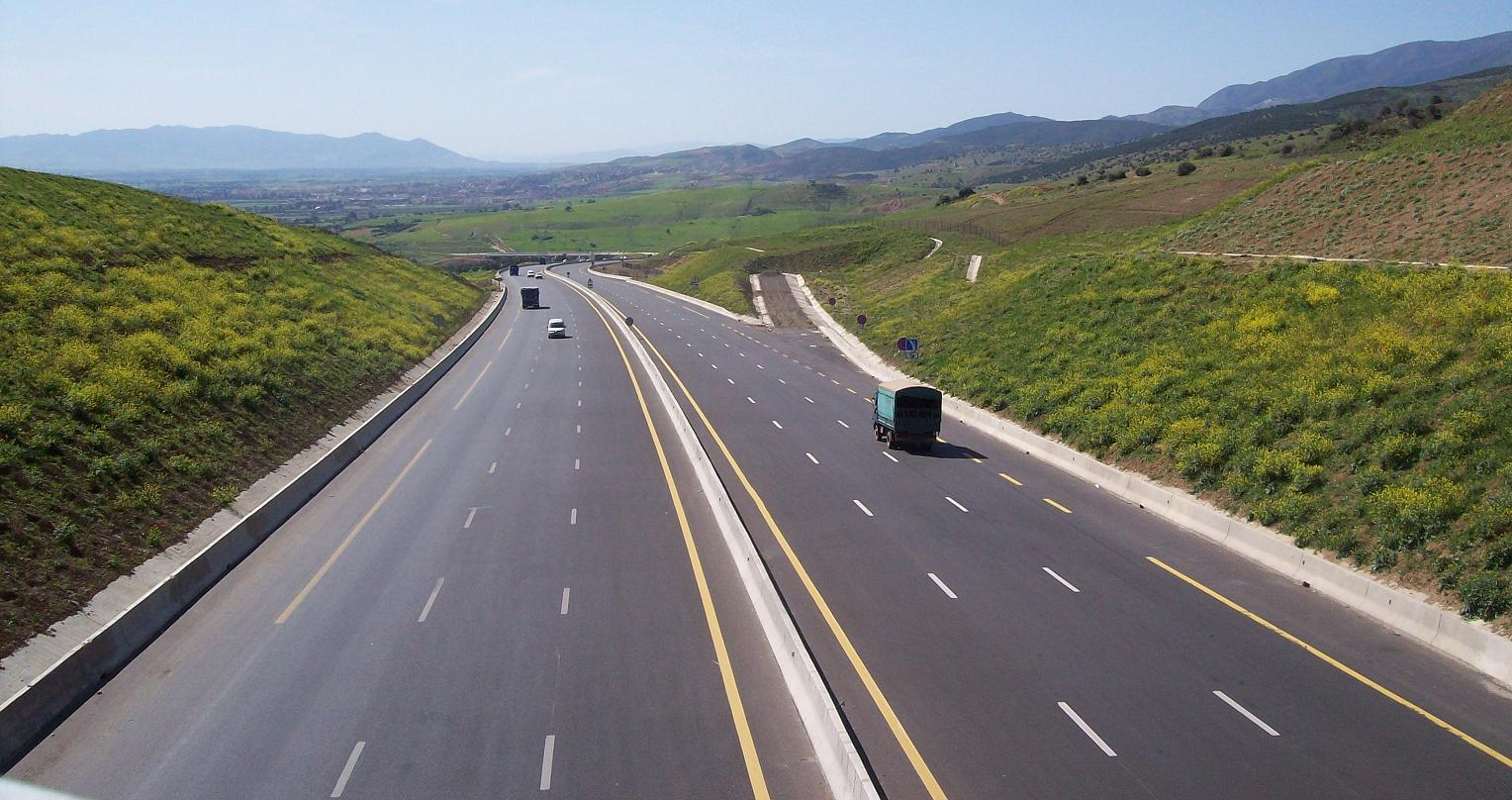
الطريق السيار شرق-غرب في الجزائر.

## الشواخص الدالة على الطرق السيارة

### الدّول التي لوحة إشارتها خضراء
| - الإمارات العربية المتحدة (إمارة دبي) - البوسنة والهرسك - أذربيجان - تونس (ترميز قديم) - تركيا - الصين - تايلندا (الخطوط السريعة) - ماليزيا - أستراليا - الدنمارك - السويد - المكسيك - الولايات المتحدة الأمريكية - اليونان - إيطاليا | - بلغاريا - تايوان - جمهورية التشيك - روسيا - رومانيا - سلوفاكيا - سلوفينيا - سويسرا - صربيا - فنلندا - كرواتيا - كندا* - لتوانيا - جمهورية مقدونيا - جمهورية مصر العربية |  |

*) لوحات الإشارة على الطرق المؤدية للطرق السيارة هي على العكس زرقاء.

## الدّول التي لوحة إشارتها زرقاء
| | | |
| - ألبانيا - ألمانيا - إيران - أيرلندا - إسبانيا - إسرائيل - أفريقيا الجنوبية - الإمارات العربية المتحدة (إمارة أبوظبي) - باكستان - البرتغال | - بلجيكا - بولندا - تونس (ترميز حديث) - الجزائر - روسيا البيضاء - السنغال - سوريا - العراق - الشيلي - تايلاند | - فرنسا - لبنان - لكسمبورغ - المجر - المغرب - المملكة المتحدة - النرويج - النمسا - هولندا - المملكة العربية السعودية |

- لوحات الإشارة على الطرق المؤدية للطرق السيارة هي على العكس خضراء.

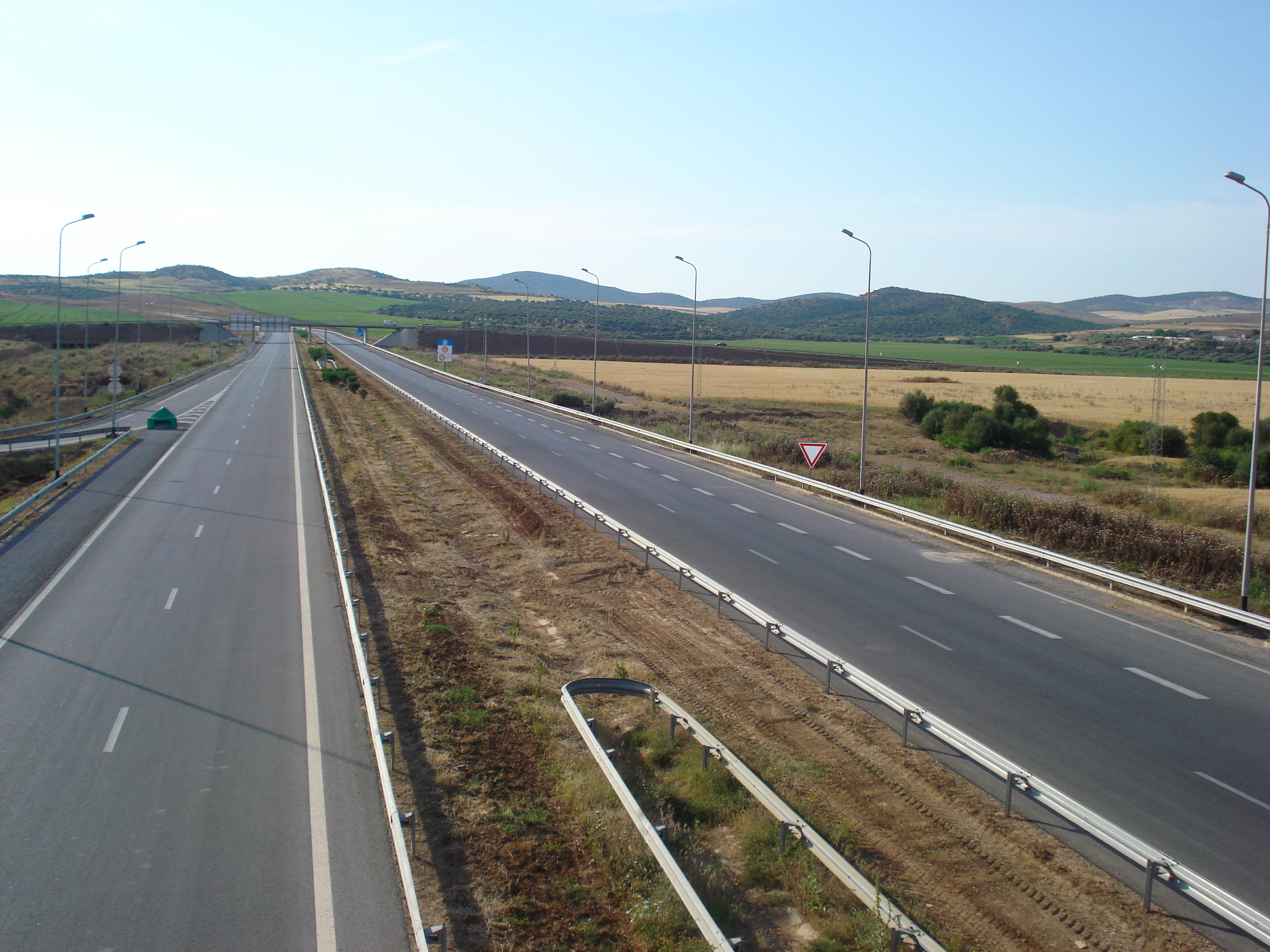
الطريق السيارة رقم 3 (تونس) تونس-باجة (ط س 3)
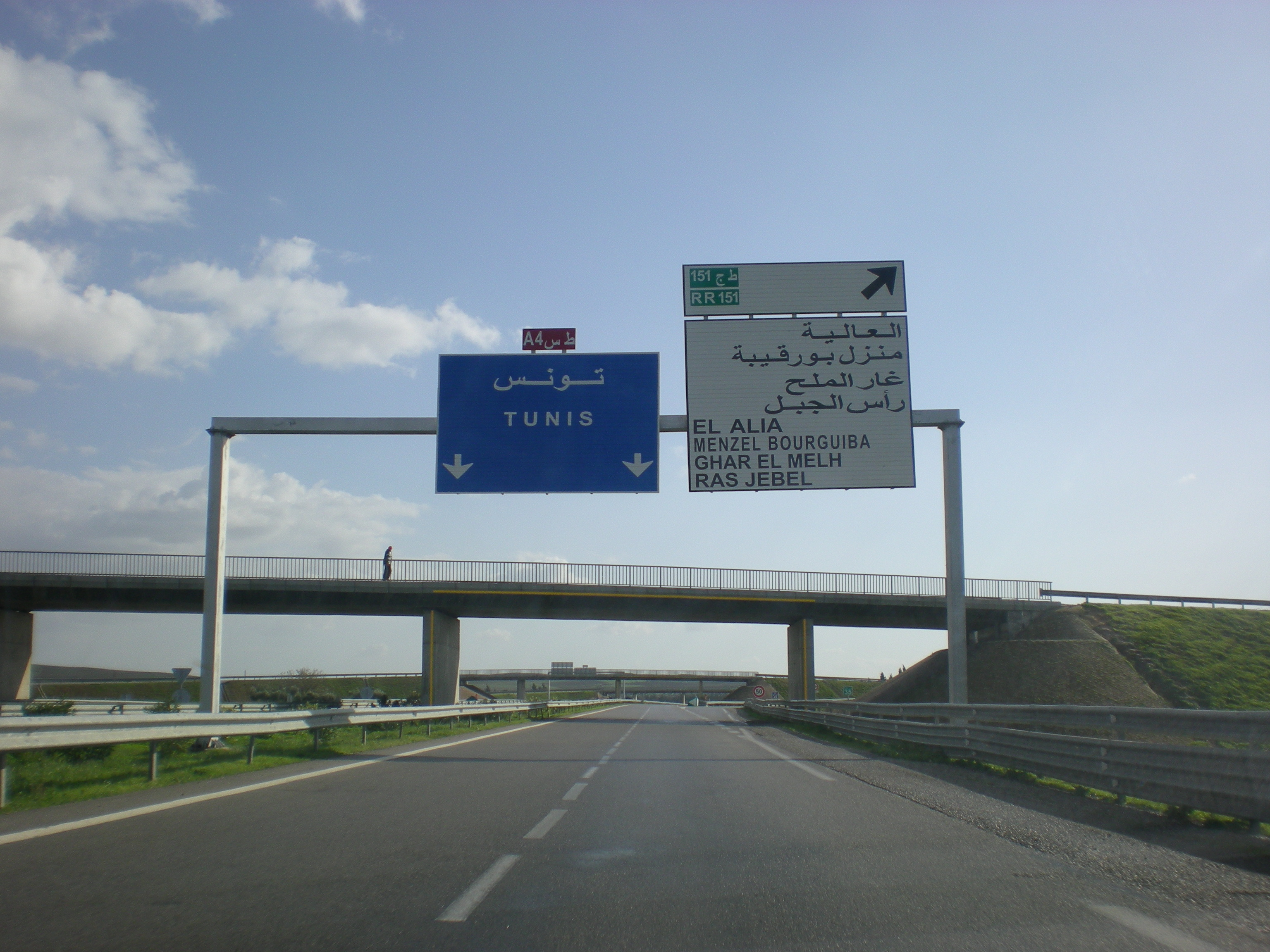
الطريق السيارة رقم 4 (تونس) تونس-بنزرت (ط س 4)
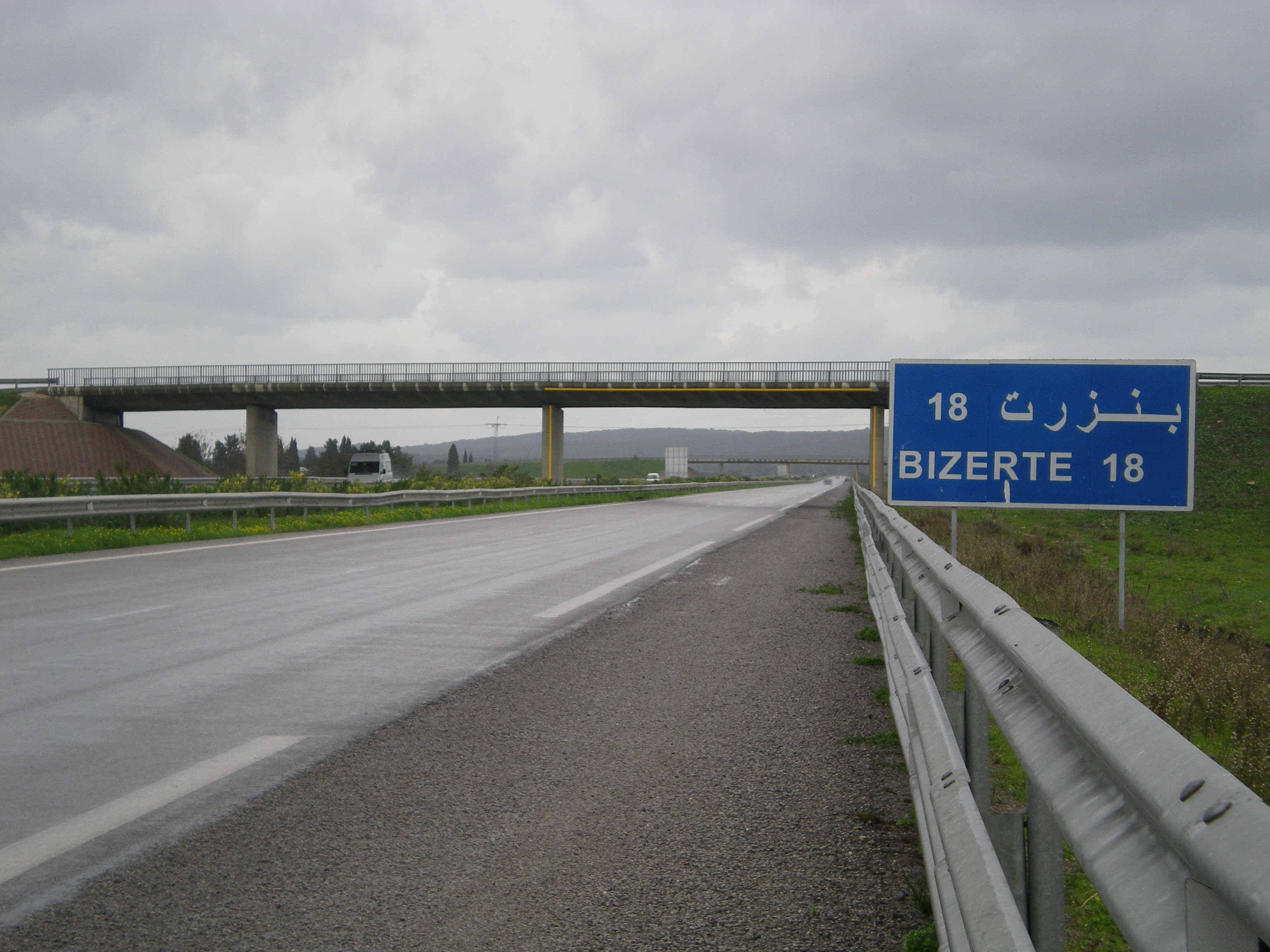
الطريق السيارة رقم 4 (تونس) تونس-بنزرت (ط س 4)
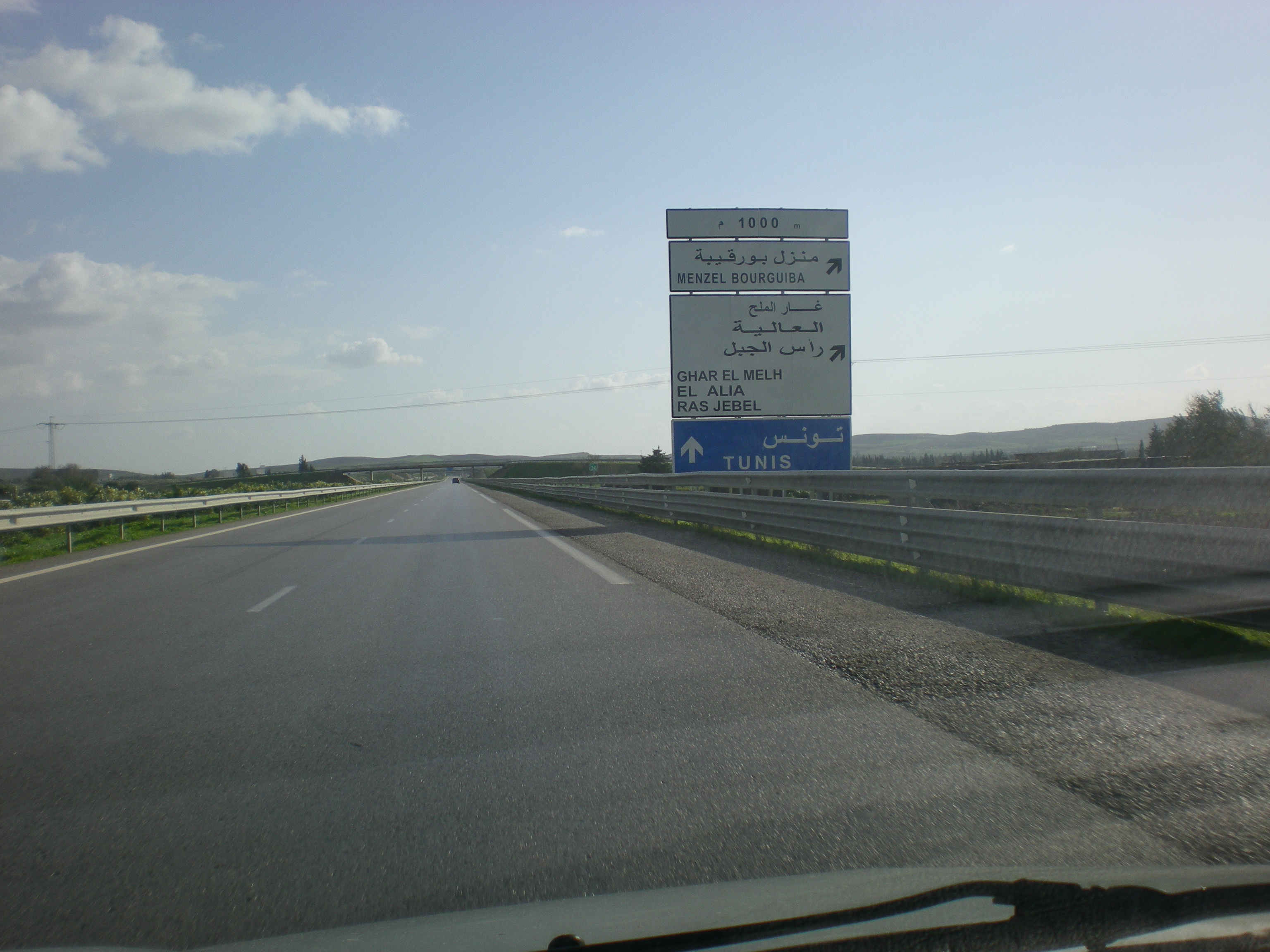
الطريق السيارة رقم 4 (تونس) تونس-بنزرت (ط س 4)
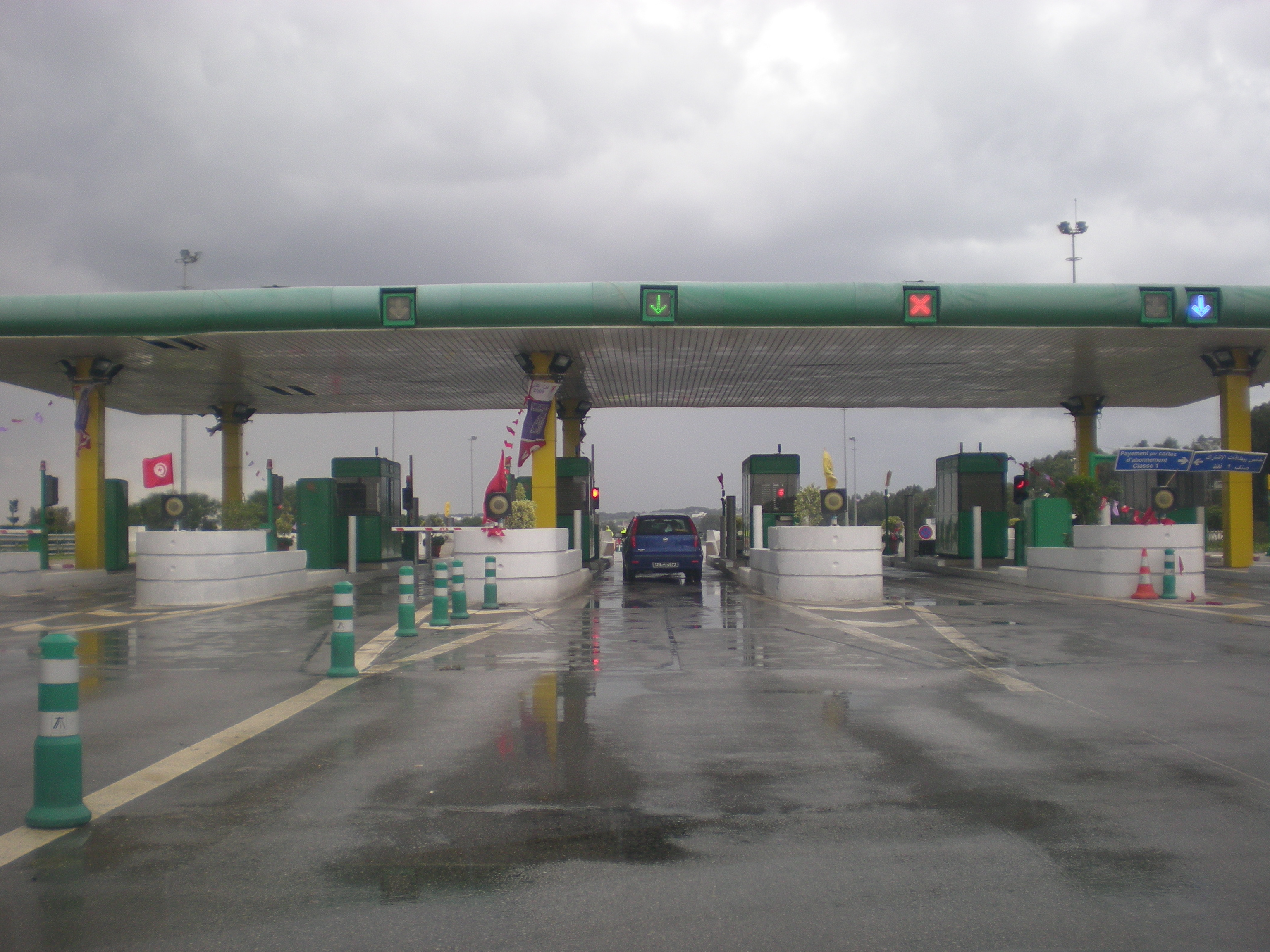
محطة استخلاص منزل جميل على الطريق السيارة رقم 4 (تونس) تونس-بنزرت (ط س 4)
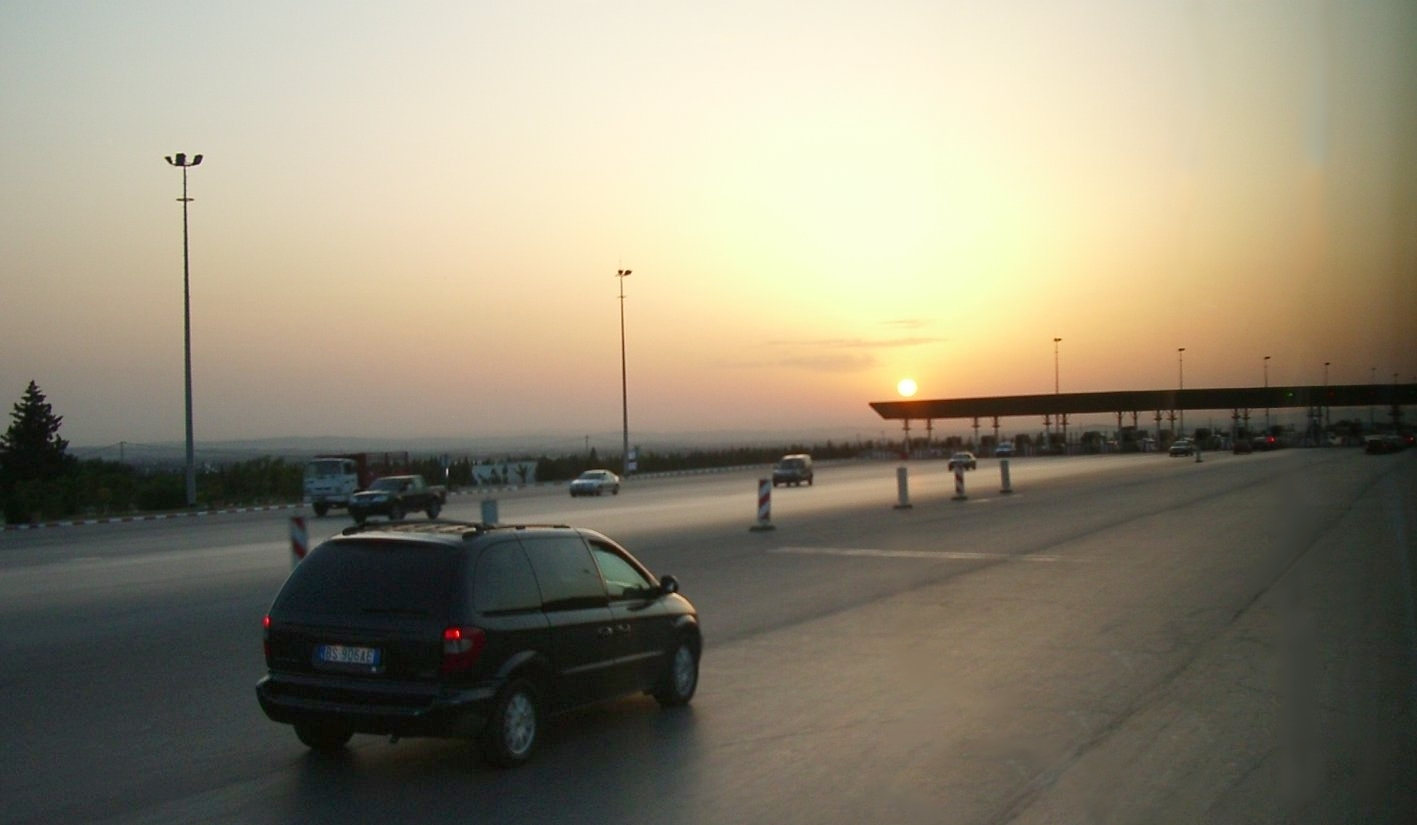
محطة استخلاص مرناق على الطريق السيارة رقم 1 (تونس) (ط س 1)
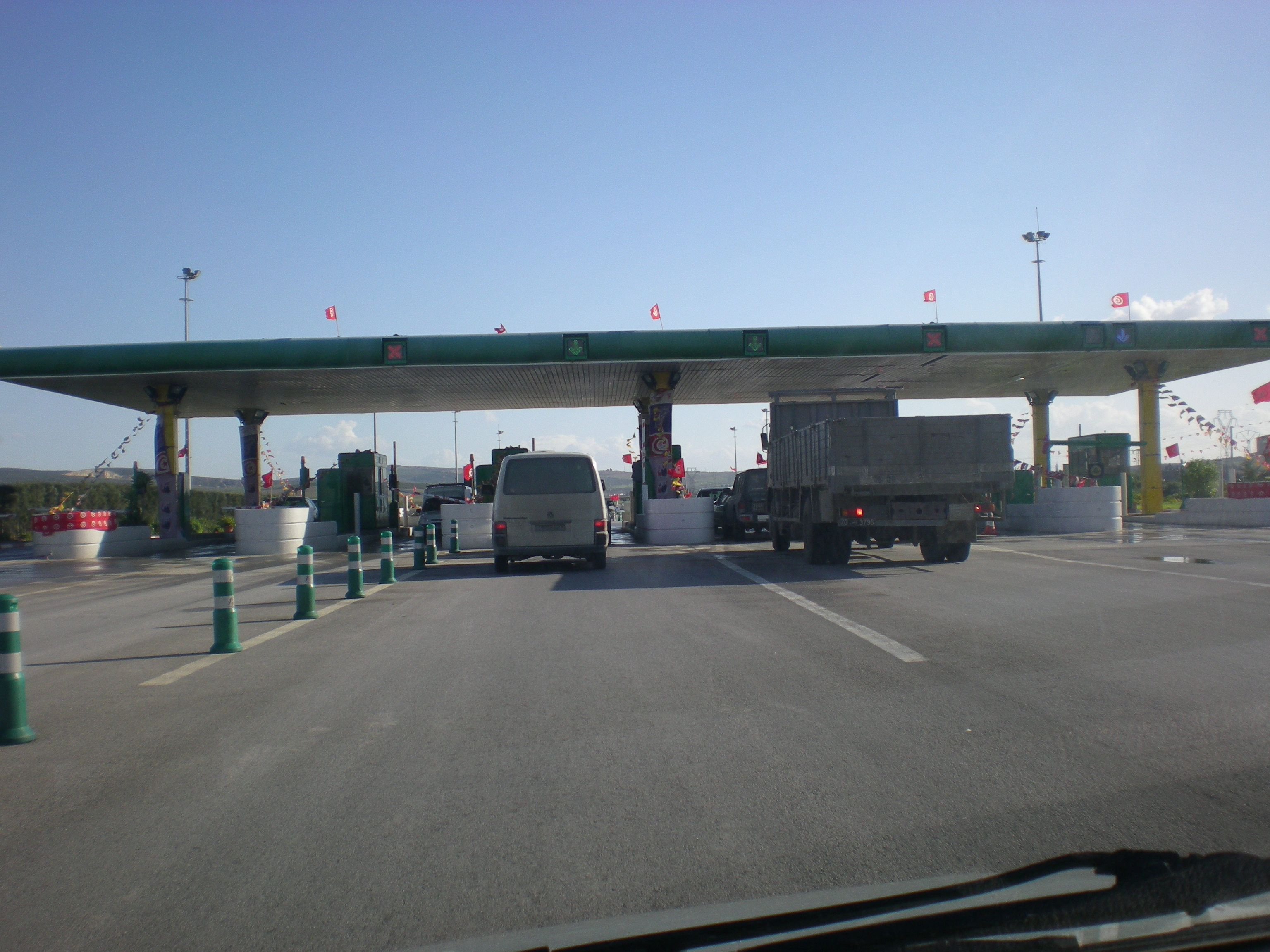
محطة استخلاص سيدي ثابت على الطريق السيارة رقم 4 (تونس) تونس-بنزرت (ط س 4)
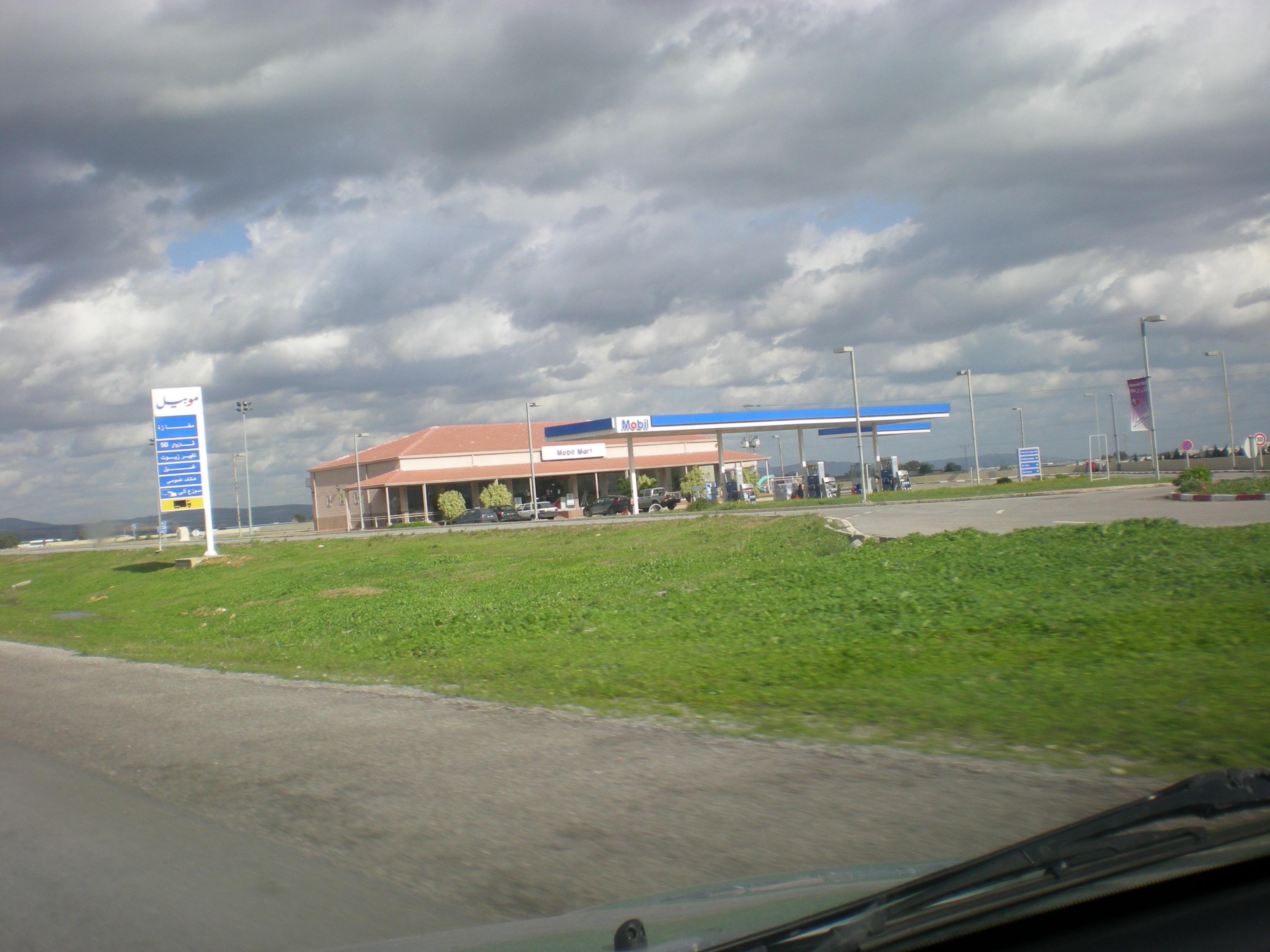
محطة بنزين واستراحة على الطريق السيارة رقم 4 (تونس) تونس-بنزرت (ط س 4)
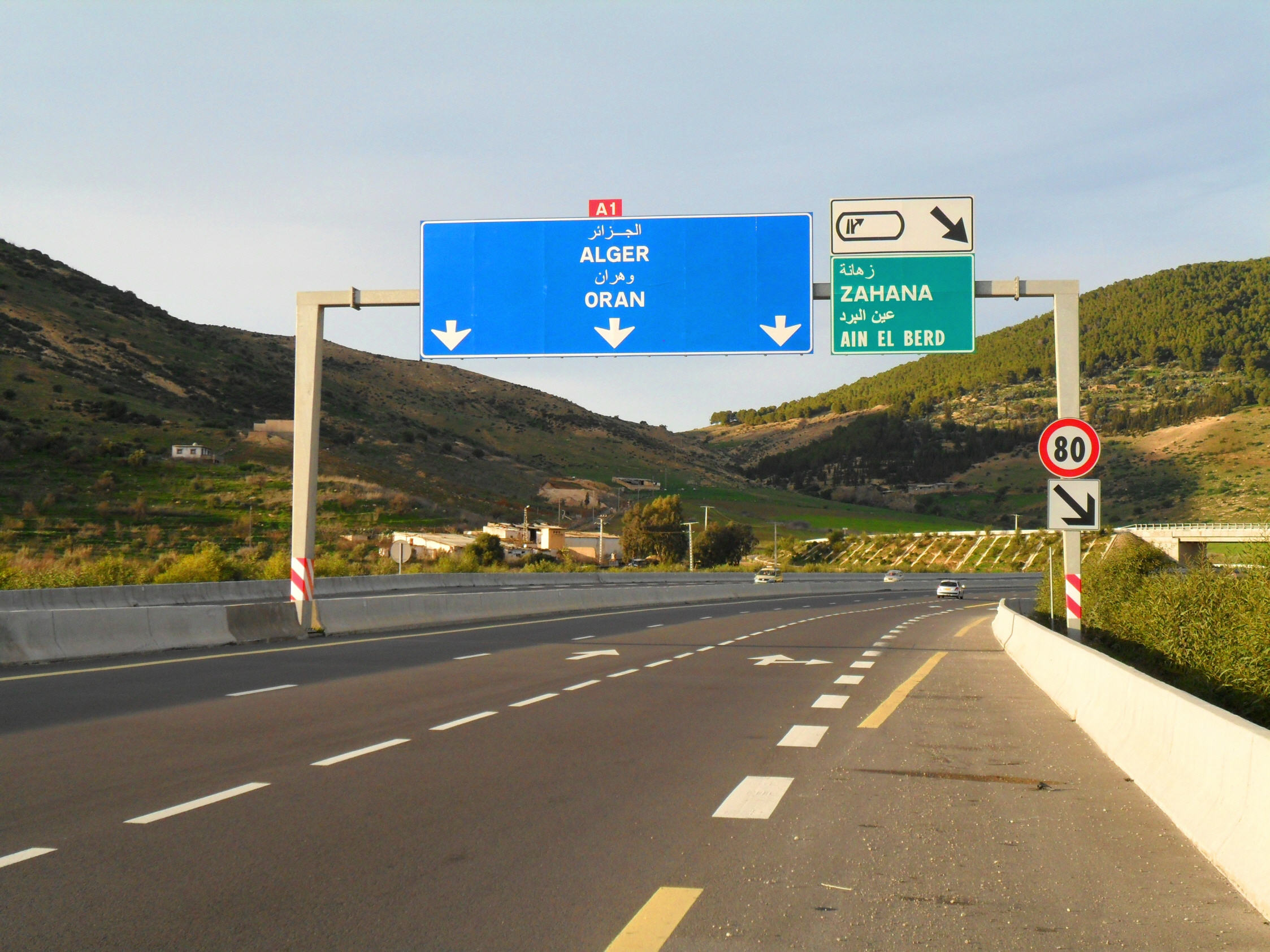
الطريق السيار شرق-غرب وهران الجزائر
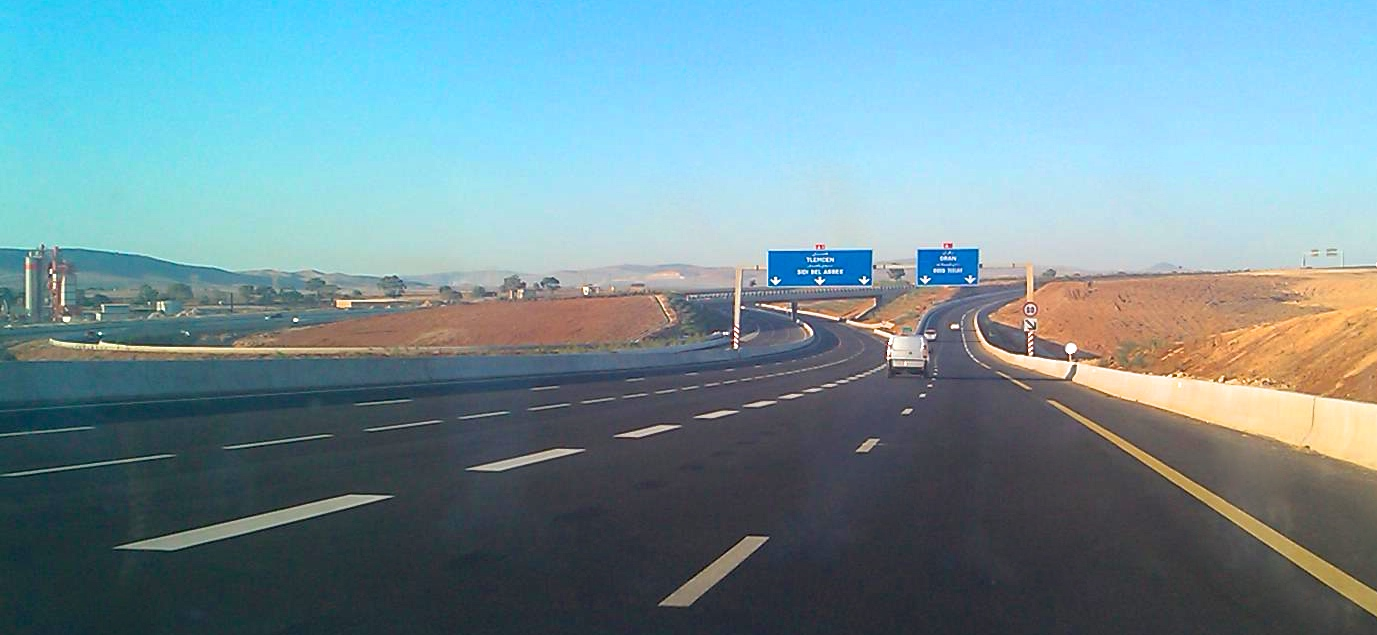
خروج من الطريق السيار شرق-غربوهران الجزائر
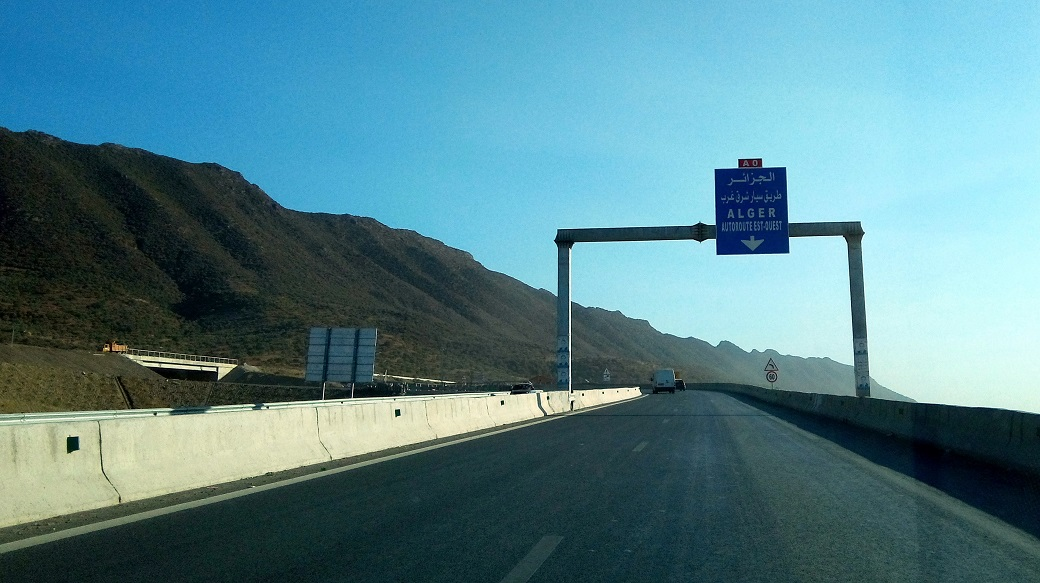
الطريق السيار الواصل بين بجاية- الطريق السيار شرق-غرب الجزائر
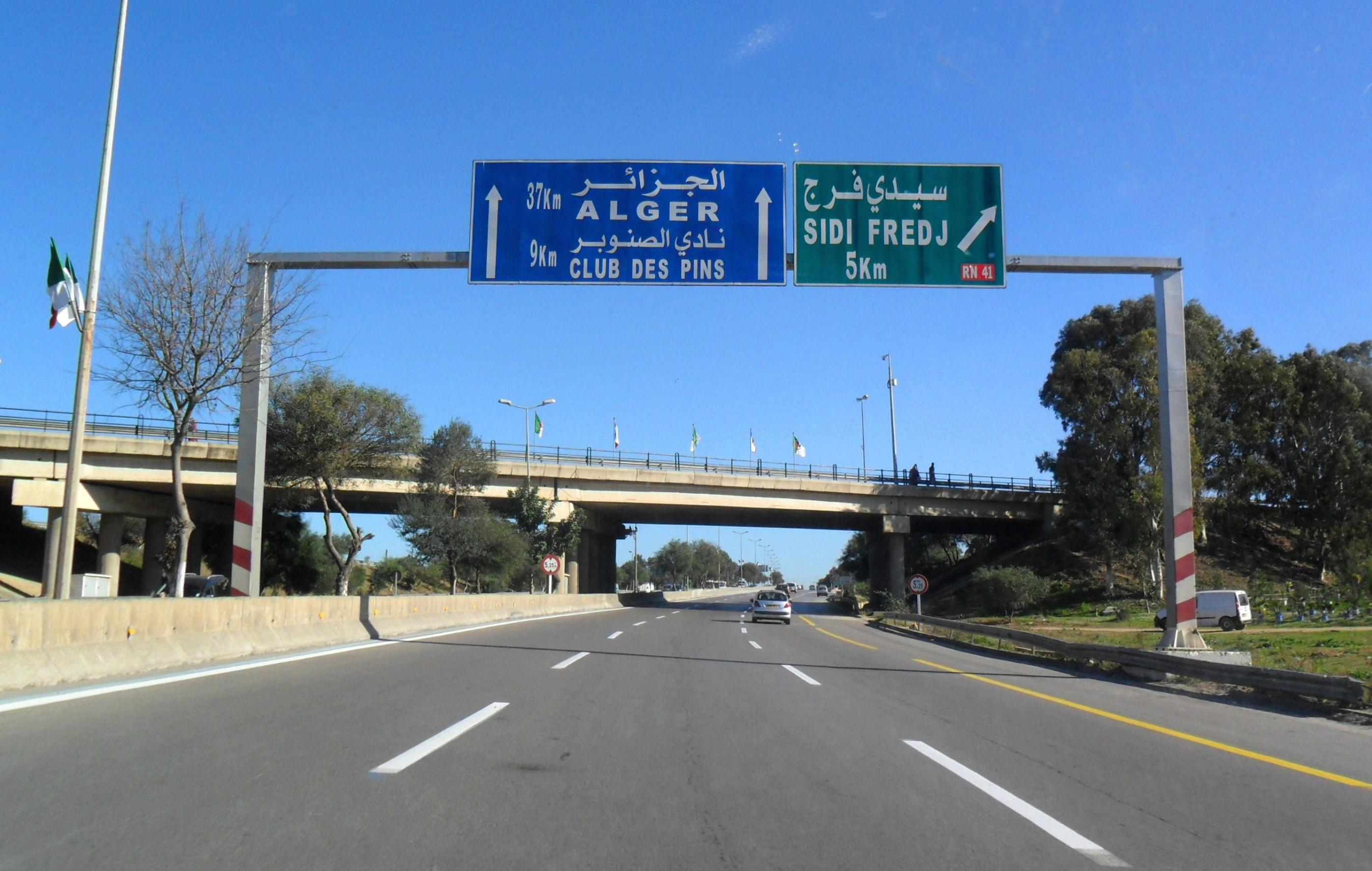
الطريق السيار سطاوالي الجزائر